# Rue Falguière
Pour l’article homonyme, voir Rue Falguière (Toulouse).
La rue Falguière est une voie située dans le quartier Necker du 15e arrondissement de Paris.

## Situation et accès
Ce site est desservi par la ligne 12 à la station Falguière et par les lignes 6 et 12 à la station Pasteur.

## Origine du nom
La rue doit son nom actuel au peintre et sculpteur Alexandre Falguière (1831-1900).

## Historique

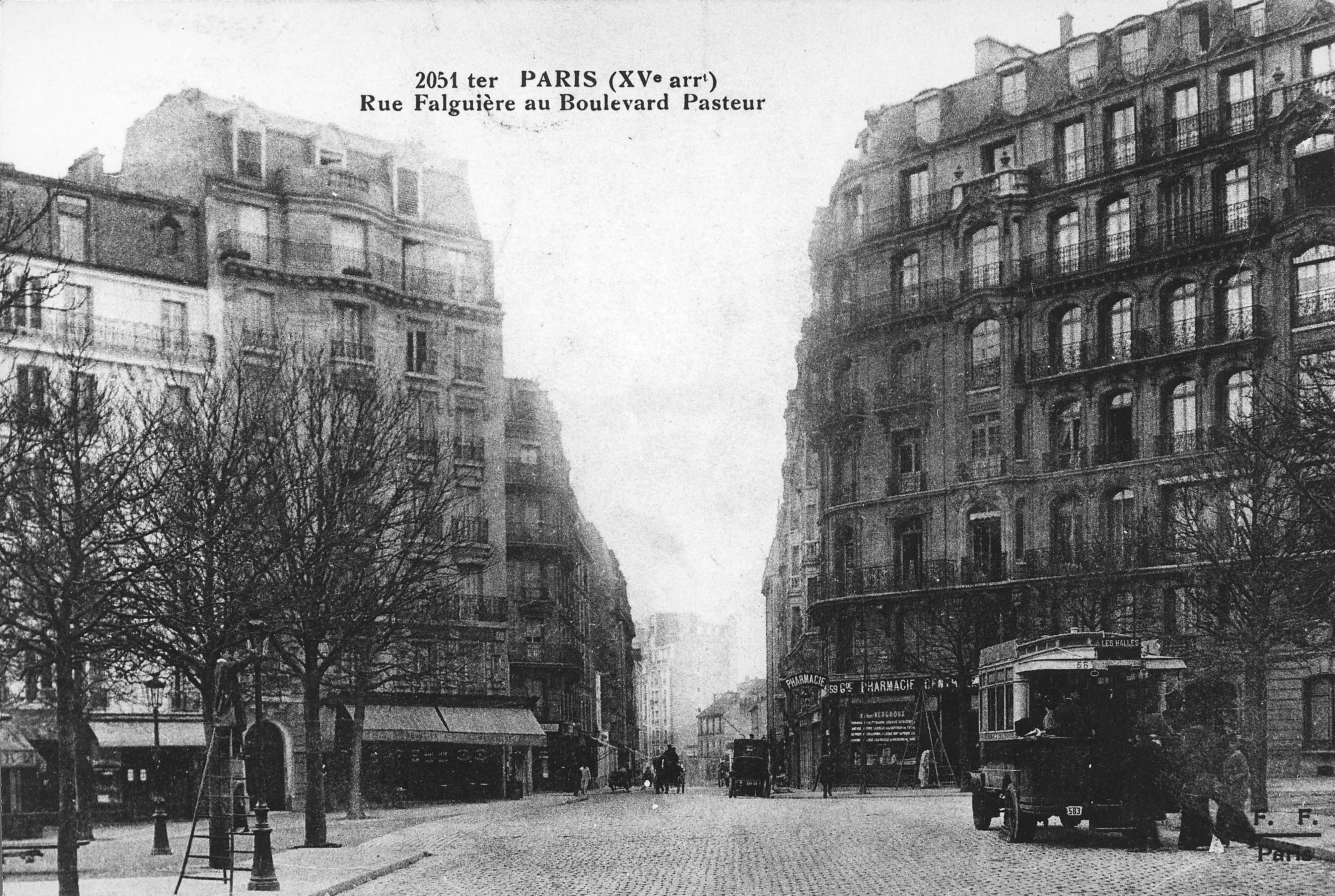

Cette voie du village de Vaugirard, qui existait en 1516 sous la forme d'un sentier, formait une partie du « chemin des Fourneaux », nom qu'il devait soit aux fours à chaux, soit aux cheminées d'appel des champignonnières qui s'y trouvaient.
Ce chemin débutait au moulin de la Pointe,, passait près du moulin de la Tour-des-Fourneaux et traversait le carrefour de la Croix-des-Tournelles pour terminer dans les champs du Vieux-Morillon, près de la Croix-de-Garenne.
En 1838, le chemin des Fourneaux, qui traversait le mur des Fermiers généraux à la barrière des Fourneaux, devint la « rue des Fourneaux ». En 1875, la rue est bordée de briqueteries jusqu'à Vaugirard.
En 1900, la partie comprise entre la rue de Vaugirard et le rond-point des Fourneaux prit le nom de « rue Falguière ».
Le 11 mars 1918, durant la Première Guerre mondiale, le no 79 rue Falguière est touché lors d'un raid effectué par des avions allemands.
Le 19 novembre 1987, un attentat sur un parking de la rue Falguière, attribué au groupe anarchiste Action directe, blesse 3 personnes.

## Bâtiments remarquables et lieux de mémoire
- No 9 : couvent des Franciscains qui a accueilli le Commissariat de Terre Sainte de 1865 à 1880 puis de 1882 à 1905, date de la dissolution du couvent à l'occasion de la loi de 1905. Dans les bâtiments, la nouvelle école Breguet s'installent de 1905 à 1987, date de son déménagement à Noisy-le-Grand. La villa Gabriel qui débute à ce niveau-là a été percée en 1865 ; elle fait partie de l'ensemble lié à l'ancienne Cité du Maine, actuelle rue Antoine-Bourdelle où se trouve aujourd'hui le musée Bourdelle
- No 10 : ancienne imprimerie René Picard, construite en 1935 par les architectes Émile Molinié et Charles Nicod[10].
- No 12 : siège de l'Espace Associatif Falguière, lieu de rencontres et d'échanges entre des personnes du quartier[11].
- No 15 : siège du journal Le Monde de 1989 à 1996. Le bâtiment est construit par les architectes Pierre du Besset et Dominique Lyon, à partir d'un bâtiment existant : un ancien garage automobile. Le bâtiment était le siège de l'IAURIF de 1997 à 2024, l'Institut d'aménagement et d'urbanisme de la région d'Île-de-France. Extérieurement, l’enveloppe courbe donne au bâtiment une présence forte et contemporaine, en rupture avec le bâti du quartier Falguière.
- No 20 : une voie privée conduit jusqu'à la rue de Vaugirard (no 149) ; une école publique y est installée.
- No 25 : galerie commerciale « Marché Vaugirard »[12].
- No 30 : adresse parisienne de l'artiste peintre Yvonne Jean-Haffen et de son époux.
- No 36 : Galerie Esther Woerdehoff, galerie consacrée à la photographie depuis 1966[13].
- Nos 40 : lycée technique Saint-Nicolas (annexe de la rue de Vaugirard).
- Nos 42 : ce bâtiment, qui fait l'objet d'une protection patrimoniale, est une ancienne maison de deux étages carrés sur rez-de-chaussée de caractère villageois où étaient installés les ateliers de l'opticien Louis-Joseph Deleuil[14].
- No 43 :institut médico-éducatif « Notre École » destiné aux jeunes autistes et géré par AFG autisme.
- No 45 : Mathurin Méheut, artiste peintre, jeune marié, vient avec son épouse s'installer dans cette adresse en 1905.
- No 49 : Edmond Labbé, enseignant, y a vécu.
- No 60 : : adresse de Claire Farel dans le roman de Karine Tuil Les Choses humaines.
- No 62 : Pierre de Lagarde y vécut.
- No 66 : immeuble de rapport construit en 1913-1914 par l'architecte Ernest Billecocq, préfigurant le style paquebot des années 1920-1930. Il fait l'objet d'une protection patrimoniale.
- Nos 68-70 : une des deux entrées de l'église Saint-Jean-Baptiste-de-La-Salle.
- Nos 70 : école Saint Jean Bosco
- No 72 : accès à la cité Falguière, ancienne cité d'artistes. Amadeo Modigliani, Chaïm Soutine, Léonard Foujita et Constantin Brancusi y ont travaillé. La cité Falguière s'appelait initialement impasse Frémin, à sa création, en 1861. Sur les ruines d'une ancienne briqueterie, trente ateliers sont construits puis loués à des artistes désargentés, surtout des sculpteurs dont beaucoup sont les assistants de Falguière. Celui-ci habite "la villa rose" tout au bout de l'impasse au numéro 14, l'atelier le plus prestigieux.
- No 78-96 : arrière de l'Institut Pasteur.
- No 91 : Fraternité Des Religieuses Fidèles Compagnes De Jésus qui accueille des étudiantes de classes préparatoires.
- No 95 : campus parisien d'Audencia destiné aux formations exécutives.
- No 106 : logements sociaux impressionnants, présentant un hommage au style paquebot de Pierre Patout, architecte de style Art déco.
- No 126 : jardin Bargue - Platon.
- No 127 : emplacement de l'ancien « passage Falguière », précédemment « passage des Fourneaux » de la commune de Vaugirard, disparue après 1963.

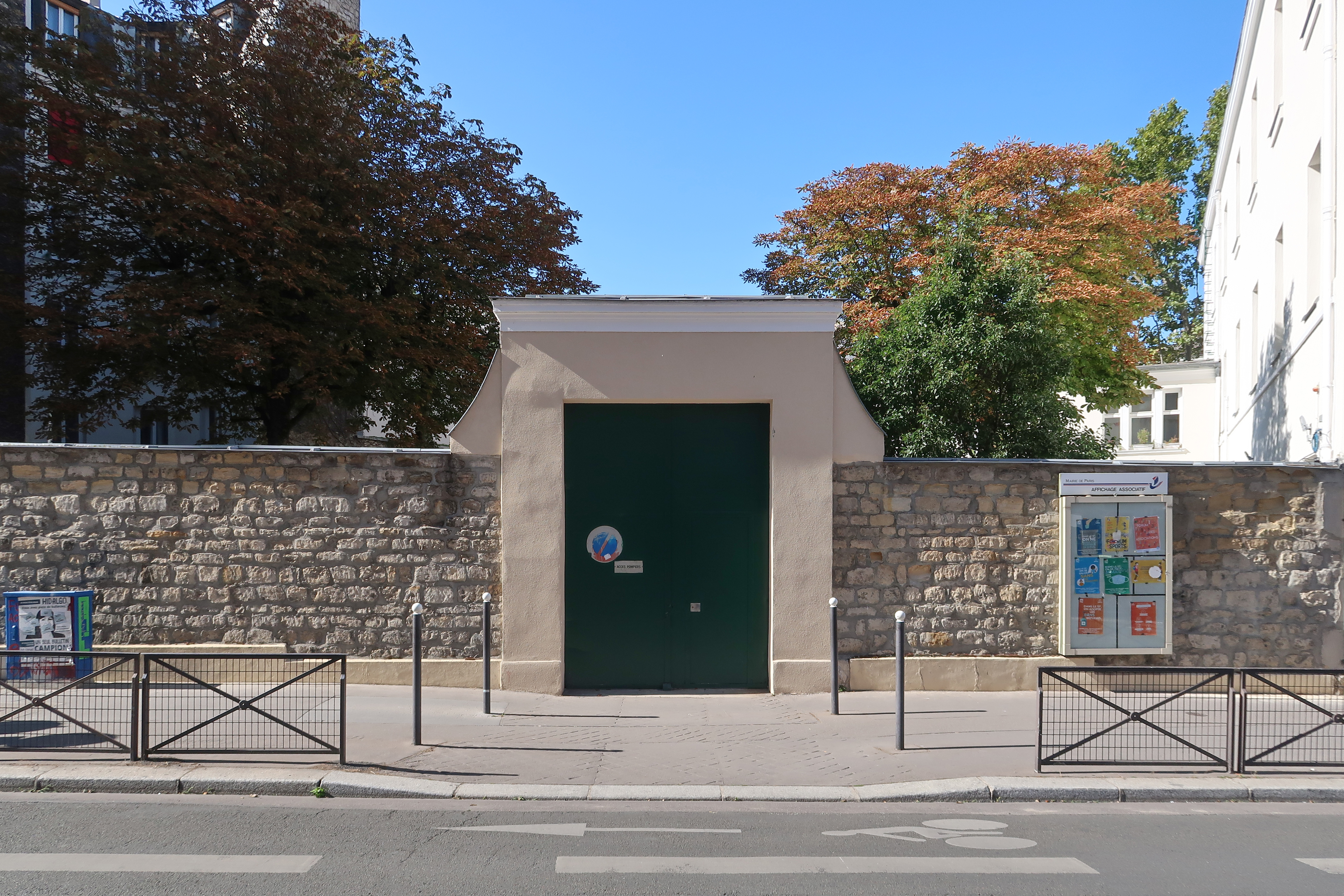
École au no 20.
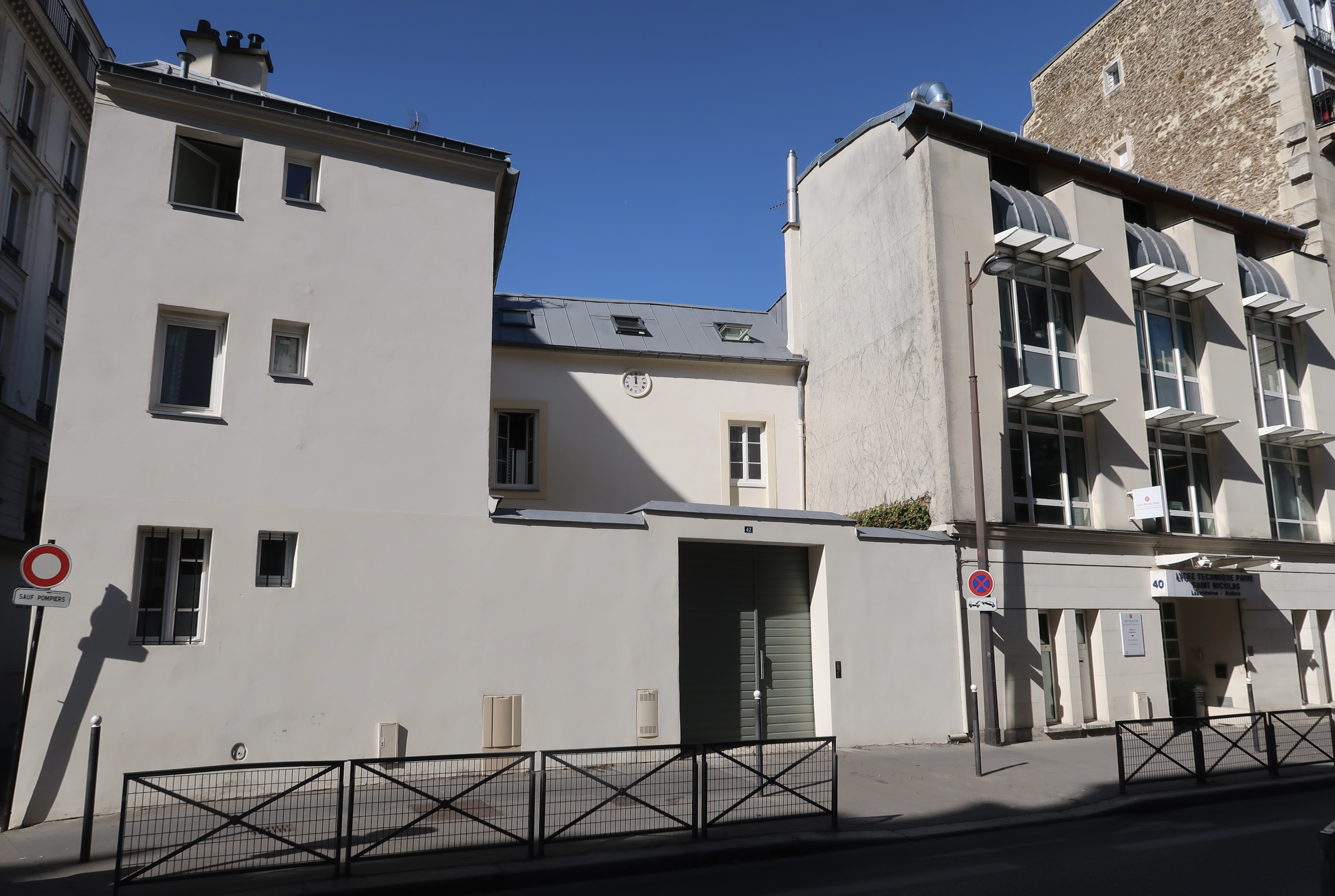
Nos 40-42.
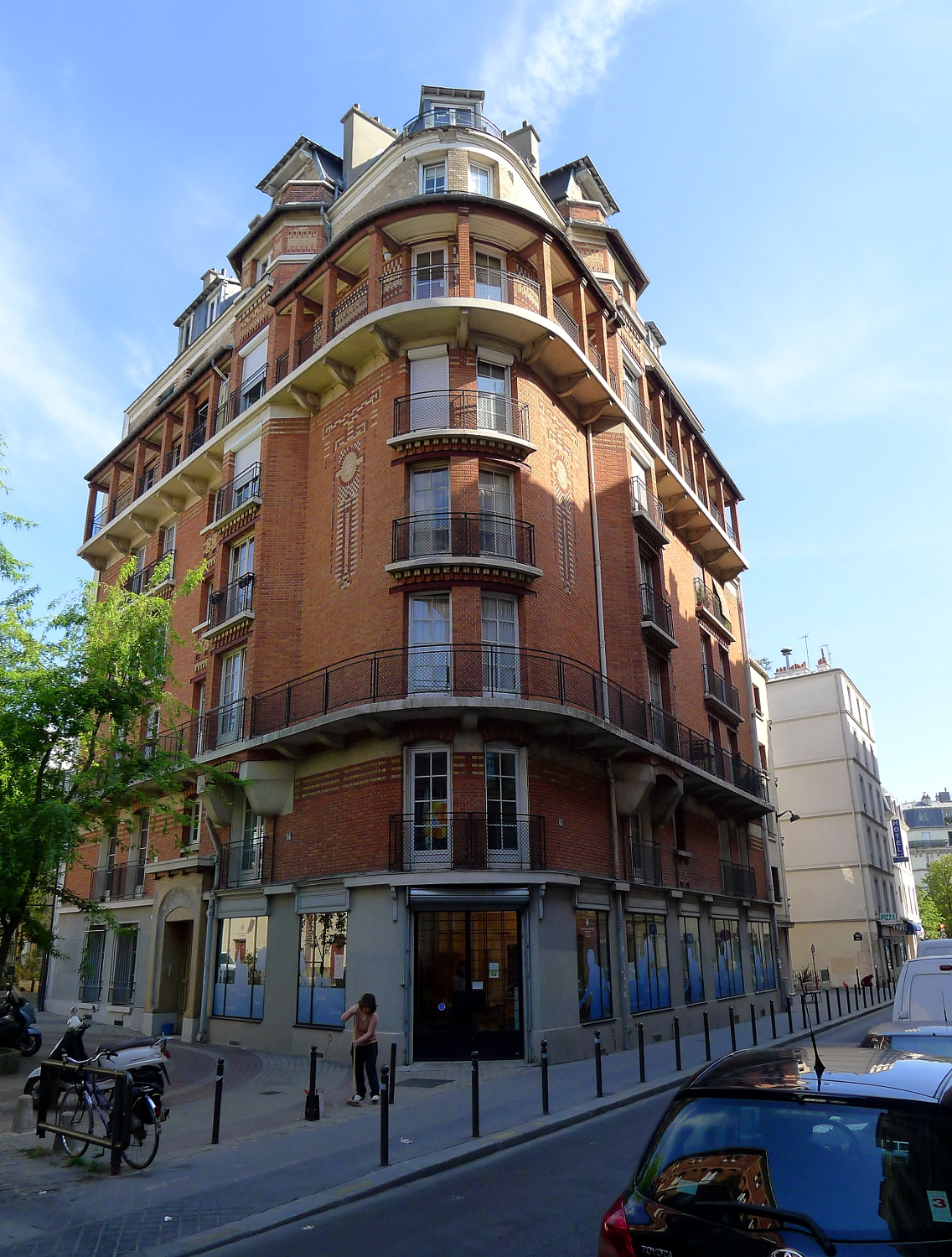
Immeuble du no 66.
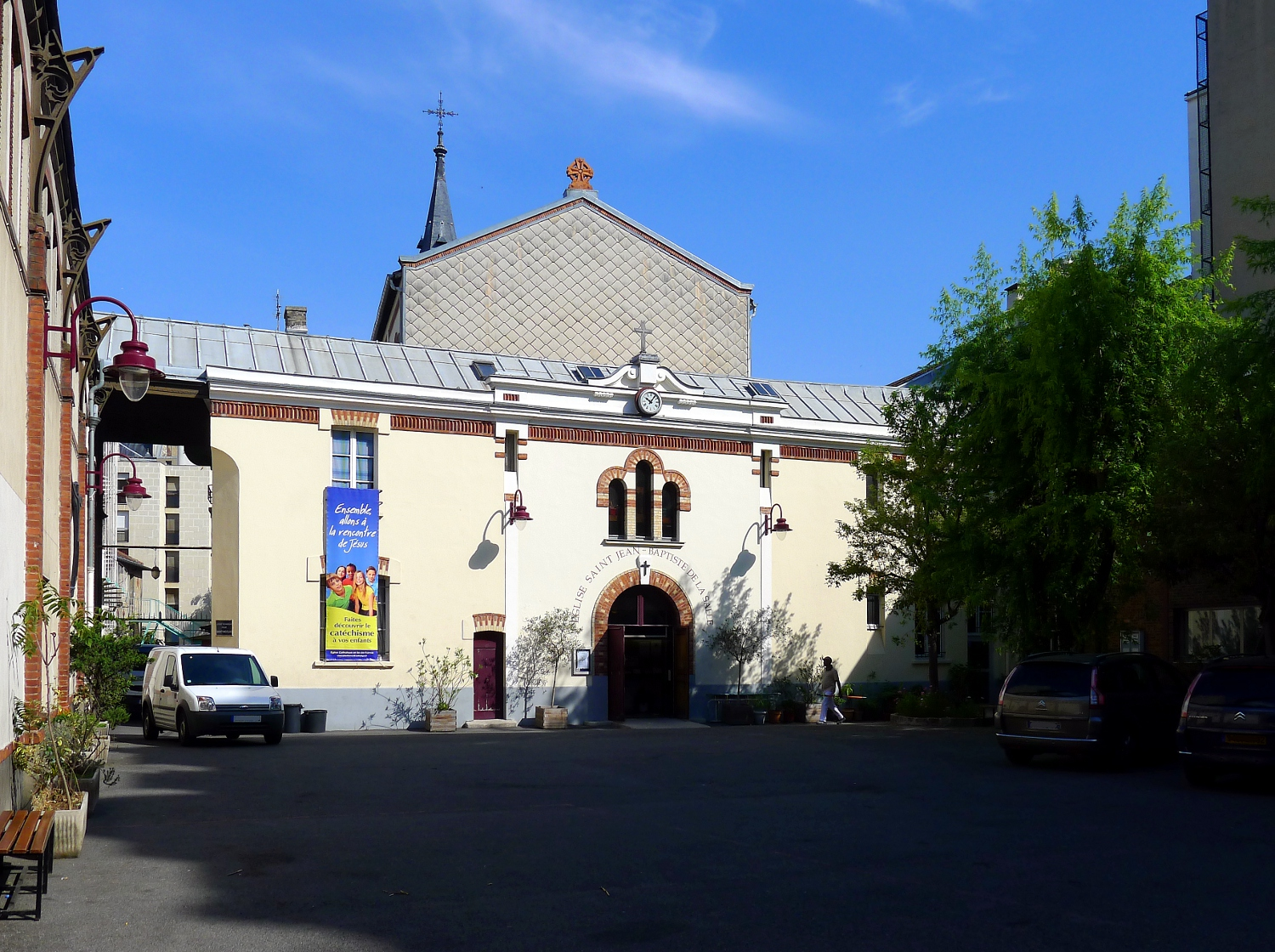
Nos 68-70 : entrée (côté rue Falguière) de l'église Saint-Jean-Baptiste-de-La-Salle.